# Northland (rugby)
El equipo de Northland es una selección provincial profesional de Nueva Zelanda que representa a la Northland Rugby Union de la Región de Northland en competencias domésticas de rugby.
Participa anualmente en el National Provincial Championship.
En el Super Rugby es representado por el equipo de Blues.

## Historia
Fue fundada en 1920, hasta el año 1993 se llamó North Auckland, fecha en que cambio por el nombre que utiliza actualmente.
Desde el año 1976 participa en la principal competición entre clubes provinciales de Nueva Zelanda, en la que ha logrado varios campeonatos de segunda división.

## Palmarés

### Segunda División
- Segunda División del NPC (1): 1997
- Segunda División Norte del NPC (1): 1977